# Litsea walkeri
Litsea walkeri är en lagerväxtart som först beskrevs av Carl Daniel Friedrich Meisner, och fick sitt nu gällande namn av Henry Trimen. Litsea walkeri ingår i släktet Litsea och familjen lagerväxter. Inga underarter finns listade i Catalogue of Life.